# The Plainsman
The Plainsman (bra: Jornadas Heroicas; prt: Uma Aventura de Buffalo Bill) é um filme estadunidense de 1936, do gênero faroeste, dirigido por Cecil B. DeMille e estrelado por Gary Cooper e Jean Arthur. O filme foi quase todo rodado em estúdio, com cenas de batalha feitas no estado de Montana por Arthur Rosson,  diretor de segunda unidade. Pouco fiel à verdade histórica, diversos personagens reais interagem de forma inconsistente na trama: Wild Bill Hickock, Calamity Jane, Buffalo Bill, General Custer e Abraham Lincoln na noite em que seria assassinado. As 64 pistolas usadas no filme pertenciam à coleção particular do diretor DeMille.
O roteiro, feito a dez mãos, baseia-se em uma história de Courtney Ryley Cooper, escrita diretamente para a tela, e em outra, Wild Bill Hickok, the Prince of Pistoleers, de Frank J. Wilstach.
Anthony Quinn aparece rapidamente como um jovem ameríndio da tribo Cheyenne.
O filme teria um remake em 1966, da Universal Pictures, com o mesmo título.

## Sinopse
Estamos nos fins da Guerra de Secessão. Buffalo Bill Cody, agora casado com Louisa, junta-se a Wild Bill Hickok e Calamity Jane para combater os índios Sioux, sob as ordens do General Custer. Os índios são abastecidos com modernos rifles de repetição pelo negociante de armas John Lattimer. Após o massacre do Forte Pitey, Custer envia Buffalo Bill para conseguir munição e põe Hickok na pista do chefe Mão Amarela. Hickok e Jane, que se amam, são feitos prisioneiros por um bando de Cheyennes, que ameaçam matá-los se não disserem onde se encontram Buffalo Bill e a munição. Hickok nada diz, mas Jane confessa tudo. Com isso, eles são soltos por Mão Amarela e Hickok se dirige para a frente de batalha, junto com os soldados restantes, enquanto Jane vai pedir socorro a Custer.
Depois de inúmeras peripécias e aventuras, Custer morre na batalha de Little Big Horn, Hickok mata Lattimer e, enquanto joga pôquer, é morto pelas costas por um capanga deste, Buffalo Bill deixa o exército para cuidar de Louisa e o filho que está para nascer e Calamity Jane chora sobre o corpo de Hickok.

## Elenco
| Ator/Atriz        | Personagem                               |
| ----------------- | ---------------------------------------- |
| Gary Cooper       | Wild Bill Hickok                         |
| Jean Arthur       | Calamity Jane                            |
| James Ellison     | Buffalo Bill Cody                        |
| Charles Bickford  | John Lattimer                            |
| Helen Burgess     | Louisa Cody                              |
| Porter Hall       | Jack McCall                              |
| Paul Harvey       | Mão Amarela                              |
| John Miljan       | General Custer                           |
| Victor Varconi    | Cavalo Pintado                           |
| Frank McGlynn Sr. | Abraham Lincoln                          |
| Granville Bates   | Van Ellyn                                |
| Purnell Pratt     | Capitão Wood                             |
| Lane Chandler     | Soldado do Capitão Wood (não-creditado)  |
| Franklyn Farnum   | Homem em Deadwood Street (não-creditado) |
| Francis Ford      | Anderson (não-creditado)                 |
| Walter McGrail    | Jogador nº1                              |